# Fagnières

Fagnières este o comună în departamentul Marne, Franța. În 2009 avea o populație de 4,437 de locuitori.